# Rusulija
Rusulija är en bergskedja i Kosovo. Den ligger i den västra delen av landet, 80 km väster om huvudstaden Priština.